# Nativa
Nativa es una película de Argentina en blanco y negro dirigida por Enrique De Rosas según su propio guion escrito sobre un argumento de Elvira C. Quintana que se estrenó el 7 de septiembre de 1939 y que tuvo como protagonistas a Pedro Aleandro, Santiago Arrieta, Homero Cárpena, Carlos Fioriti y Azucena Maizani.

## Sinopsis
El triángulo amoroso de un periodista, un caudillo político y su mujer.

## Reparto
- Pedro Aleandro
- Santiago Arrieta
- Homero Cárpena
- Fausto Etchegoin
- Carlos Fioriti
- Azucena Maizani
- Margarita Padín
- Julio Renato
- Carlos Rodríguez
- María Padín
- Casimiro Ros
- María Santos
- Domingo Sapelli
- Alberto Terrones

## Comentarios
Para Calki es un "indefinido vehículo para las canciones de Azucena Maizani", Roland escribió que se trataba de "una película de entrecasa" y Manrupe y Portela opinaron que se está ante "una poca cinematográfica estrella de la canción en un filme para su lucimiento".